# Estação Câmara de Matosinhos

A Estação Câmara de Matosinhos é parte do Metro do Porto. Localizada na cidade de Matosinhos, ela é servida pela linha A e situada perto da Câmara Municipal de Matosinhos e de importantes serviços públicos, bem como museus e salas de espetáculos e ainda a biblioteca de Matosinhos.